# Wendy Lian Williams
Wendy Lian Williams, född den 14 juni 1967 i Saint Louis, är en amerikansk simhoppare.
Hon tog OS-brons i höga hopp i samband med de olympiska simhoppstävlingarna 1988 i Seoul.